# Кишна глиста
Кишна глиста (лат. Lumbricus terrestris) припада малочекињастим црвима. Има издужено и чланковито тело прилагођено за убушивање у подлогу.

## Морфологија и анатомија
На предњем крају тела налази се мали заобљени режањ, који представља редуковани простомијум, а иза њега је сегмент (перистомијум) на коме је усни отвор. 
На површини тела је једнослојан епител који лучи танку кутикулу. Кутикула је порозна и кроз њу се излучује секрет и слуз која влажи површину тела, чиме се смањује трење и олакшава размена гасова (дисање се врши преко површине тела). Испод епитела налази се слој кружне, а испод њега слој уздужне мускулатуре. На површини тела се налази појас жлезданог епитела (клителум) који лучи слуз (помаже при парењу) и кокон.
Целом је у виду парних мешкова који су окружени перитонеумом. Перитонеум образује дорзалну и вентралну мезентеру и преграде (септе) између сегмената. Мезентере и септе држе црево у централном делу. Целомска течност игра улогу хидрауличног скелета.
Крвни систем је затвореног типа. Састоји се од два главна крвна суда – дорзалног и вентралног, који се пружају целом дужином тела изнад, односно испод црева. Дорзални и вентрални крвни суд су повезани попречним (бочним) крвним судовима у сваком сегменту. Пет бочних крвних судова пулсира (бочна срца) чиме се крв у дорзалном суду креће од задњег ка предњем делу тела, а у вентралном обрнуто. 
Екскреторни органи су сегментално распоређене метанефридије. Метанефридија почиње левкастим нефростомом у целому једног сегмента, а завршава се пором на телесном зиду суседног сегмента.
Нервни систем је лествичаст. Састоји се од мождане ганглије од које се уназад пружа парно трбушно стабло. У сваком сегменту се налази по пар ганглија повезаних међусобно попречним везама и истовремено уздужним везама са паром ганглија суседних сегмената (подсећа на лествице).
Црево је права цев (једино оно није сегментисано), која почиње усним отвором, наставља се на ждрело (функционише као пумпа), једњак, вољку, желудац, средње и задње црево са аналним отвором. Хране се органским материјама које се налазе у земљишту, тако да кроз њихово црево пролази огромна количина земље.
Полни систем је хермафродитан. Парење се обавља између две јединке које се спајају и размењују сперматозоиде. У кокон се полажу оплођена јаја и хранљиве материје, затим се он одбацује. Развиће је директно.

## Размножавање
Кишне глисте су двосполци, садрже мушке и женске полне органе премда се ипак морају парити с другим глистама да се размноже а истовремено обе глисте оплоде једна другу. Паре се ноћу, кроз целу годину уколико су услови повољни. Јајашца се излежу дан након парења у чауре а младе глисте излазе након 30 или више дана зависи о условима. Полно зрели постају након 6-18 месеци. Имају велик број предатора од птица, разних сисара, гмизавца, кукаца итд.

## Посебне карактеристике
Кретање се врши наизменичним издуживањем и скраћивањем делова тела (као таласи) уз одупирање хетама о подлогу. При оваквом кретању се сваки сегмент понаша као засебна кеса унутар које се налази течност и окружен је мишићима. Кружни и уздужни мишићи се контрахују антагонистички.
Кишна глиста има велику моћ регенерације.